# Noble Willingham
Pour les articles homonymes, voir Willingham.
Noble Willingham, né le 31 août 1931 à Mineola, Texas et mort le 17 janvier 2004 à Palm Springs, Californie, est un acteur américain.

## Biographie
Noble Willingham est notamment connu tardivement pour avoir incarné C.D. Parker dans la série Walker, Texas Ranger de 1993 à 1999 pendant sept saisons.

## Filmographie sélective
- 1971 : La Dernière Séance (The Last Picture Show)
- 1973 : La Barbe à papa  (Paper Moon)
- 1974 : Chinatown
- 1975 : Aloha, Bobby and Rose de Floyd Mutrux
- 1976 : Colère froide (Fighting Mad) de Jonathan Demme
- 1979 : Les Joyeux Débuts de Butch Cassidy et le Kid (Butch and Sundance: The Early Days) de Richard Lester
- 1979 : Fast Charlie... the Moonbeam Rider de Steve Carver
- 1980 : Brubaker
- 1981 : First Monday in October, de Ronald Neame : Nebraska Attorney
- 1983 : L'Agence tous risques (série télévisée), Saison 1, Épisode 12
- 1983: Shérif, fais-moi peur (série télévisée), saison 5, épisode 18 : Jesse Duke, témoin gênant : Hanson
- 1985 : Supercopter S02 E17 "La Vengeance" Chester
- 1987 : Good Morning, Vietnam
- 1989 : Vengeance aveugle (Blind Fury)
- 1991 : La Vie, l'Amour, les Vaches (City Slickers)
- 1991 : Le Dernier Samaritain (The Last Boy Scout)
- 1991 : Une place à prendre (Career Opportunities), de Bryan Gordon
- 1992 : Article 99
- 1992 : Des souris et des hommes (Of Mice and Men)
- 1992 : Monsieur le Député (The Distinguished Gentleman)
- 1992:Arabesque S08 épisode 20 Shérif McAlister
- 1993 : Visiteurs extraterrestres (Fire in the Sky)
- 1994-2001 : Walker, Texas Ranger (série télévisée)
- 1994 : Ace Ventura, détective chiens et chats (Ace Ventura: Pet Detective)
- 1994 : Le Grand Saut (The Hudsucker Proxy)
- 1996 : Personnel et Confidentiel (Up Close & Personal)
- 2003 : Blind Horizon